# Louis Partridge
Louis Partridge (Wandsworth, 3 giugno 2003) è un attore britannico famoso per aver interpretato il ruolo di Lord Tewkesbury nel film Netflix Enola Holmes, accanto a Millie Bobby Brown, e quello di Sid Vicious nella miniserie Pistol..

## Biografia

### Giovinezza
Louis Partridge è nato il 3 giugno 2003 a Londra, nel quartiere di Wandsworth, da James e Liz Partridge. Ha due sorelle: Issie e Millie.

### Carriera
Partridge ha esordito come attore nel 2014 in un episodio della serie della BBC Boomers. Successivamente in quello stesso anno ha recitato nel cortometraggio Beneath Water. Nel 2017 ha recitato in Paddington 2 e nel 2019 ha interpretato Piero de' Medici nella terza stagione della serie I Medici .
Nel 2019 ha interpretato il ruolo dell'eterno bambino Peter Pan nel film The Lost Girls. L'anno seguente ha interpretato il ruolo di Tewkesbury in Enola Holmes. Ruolo che ha ripreso nel sequel del film.
Nel gennaio 2021 Partridge è stato scelto per interpretare il bassista dei Sex Pistols Sid Vicious nella miniserie di FX Pistol. Nell'ottobre di quello stesso anno è stato scelto per recitare nel film Ferryman. Partridge si è poi unito al cast della serie televisiva Disclaimer nel maggio 2022. Nel febbraio 2024 esce il film Argylle, al quale partecipa interpretando un giovane Aubrey Argylle. Nello stesso anno, entra a far parte del cast della serie televisiva House of Guinness prodotta da Netflix, nel ruolo di Edward Guinness.Inoltre, si unisce al cast del film Sunny Dancer al fianco di Bella Ramsey e Ruby Stokes e di un nuovo progetto cinematografico del regista Noah Baumbach.

## Vita Privata
Dal 2023 ha una relazione con la cantante statunitense Olivia Rodrigo.

## Filmografia

### Cinema
- Beneath Water, regia di Charlie Manton - cortometraggio (2014)
- About a Dog, regia di Ryan Vernava - cortometraggio (2014)
- Pan - Viaggio sull'isola che non c'è (Pan), regia di Joe Wright (2015) Non accreditato
- Second skin, regia di Charlie Manton - cortometraggio (2016)
- Amazon Adventure, regia di Mike Slee (2017)
- Paddington 2, regia di Paul King (2017)
- Enola Holmes, regia di Harry Bradbeer (2020)
- The Lost Girls, regia di Livia De Paolis (2022)
- Enola Holmes 2, regia di Harry Bradbeer (2022)
- Argylle - La super spia (Argylle), regia di Matthew Vaughn (2024)
- Jay Kelly, regia di Noah Baumbach (2025)

### Televisione
- Boomers, regia di Adam Miller – serie TV, 1 episodio (2014)
- I Medici - Nel nome della famiglia (Medici: Power and Beauty) – serie TV, 4 episodi (2019)
- Pistol, regia di Danny Boyle – miniserie TV, 5 episodi (2022)
- Disclaimer - La vita perfetta (Disclaimer), regia di Alfonso Cuarón – miniserie TV, 8 puntate (2024)

## Doppiatori italiani
Nelle versioni in italiano delle opere in cui ha recitato, Louis Partridge è stato doppiato da:
- Giulio Bartolomei in Enola Holmes[21], Enola Holmes 2[22], Argylle - La super spia
- Cristian Vespe in Pistol 2022
- Manuel Meli in Disclaimer - La vita perfetta